# Зърновица (река)
Зърновица или Зърновската река (на македонска литературна норма: Зрновица, Зрновска река) е река в Северна Македония, ляв приток на Брегалница в източната част на страната.

## Път
Реката извира от южния склон на планина Плачковица в близост до връх Лисец на надморска височина от 1420 m под името Уломия и тече главно на североизток. На запад под връх Криво бърдо (1344 m) сменя посоката си на северна и носи името Зърновица. Минава през село Зърновци, чието име носи, и се влива в Брегалница като ляв приток северно от него.
Басейнът на реката е 70,75 km2. Дължината ѝ е 21 km. Водите ѝ се използват за напояване и за производство на електроенергия.

## Етимология
Името на реката е от зърно < праславянското *zьrna.